# Лебедев, Василий Петрович (Герой Советского Союза)
Лебедев Василий Петрович (1914—1988) — советский офицер, участник Великой Отечественной войны, командир роты 241-го гвардейского стрелкового Краснознамённого полка 75-й гвардейской стрелковой дивизии 61-й Армии 1-го Белорусского фронта, гвардии лейтенант, Герой Советского Союза (1945), позднее — гвардии старший лейтенант.

## Биография
Родился 30 апреля 1914 года в деревне Спирютино ныне Кадуйского района Вологодской области в крестьянской семье. Окончил сельскую школу, работал плотником.
В Красной Армии с 08.10.1936 года. Участвовал в Польской кампании с 19.09.1939 года по 25.09.1939 года. В 1939 году окончил курсы младших лейтенантов. Участвовал в Советско-финской войне с декабря 1939 года по февраль 1940 года, 24 февраля 1940 года был контужен.
В Великой Отечественной войне с 22 июня 1941 года на Северо-Западном фронте. Воевал на 2-м и 3-м Прибалтийских фронтах.
«В боях на 1-м Прибалтийском фронте за населённый пункт Чукасы 29 октября 1944 года со своей ротой оседлал дорогу и преградил путь отхода противнику. Когда противник перешёл в контратаку, то тов. Лебедев умело организовал отражение контратак. В этом бою его ротой было отбито 5 контратак противника и уничтожено 19 немецких солдат и офицеров».
За мужество и умелую организацию боя был награждён орденом Красной Звезды.
Особо отличился гвардии лейтенант Лебедев В. П. в ходе Варшавско-Познанской наступательной операции при прорыве сильно укреплённой и глубоко эшелонированной обороны противника на реке Висла южнее Варшавы 14 января 1945 года. В наградном листе командир 241-го гвардейского стрелкового Краснознамённого полка 75-я гвардейской стрелковой дивизии гвардии подполковник Волошаненко написал:

Командуя стрелковой ротой правильно расставил силы своего подразделения. Находясь впереди боевых порядков своей роты, лично первый вступил в рукопашный бой с возгласами «За Родину, За Сталина», личным примером воодушевил бойцов на боевой подвиг и выбил противника из первой линии траншей.

Врываясь первым со своей ротой также во вторую, третью и четвертую линию траншей, своим героическим подвигом всё стремительнее продвигался вперёд, увлекая за собой своё подразделение.

В бою за 4-ю траншею был контужен, потеряв слух. Не покинул поле боя до полного освобождения траншей, и штурмом овладел деревней Пилица — важным пунктом обороны немцев. И только по приказу командира батальона покинул поле боя. Благодаря героическому и умелому тактическому маневру тов. Лебедева, который силой своей роты уничтожил более батальона обороняющейся пехоты немцев, захватил батарею 75 мм пушек и четыре 81 мм миномёта вместе с расчётами, полк отлично выполнил поставленную задачу по прорыву обороны противника на реке Висла.
Указом Президиума Верховного Совета СССР от 27 февраля 1945 года за образцовое выполнение боевых заданий командования на фронте борьбы с немецкими захватчиками и проявленные при этом отвагу и геройство гвардии лейтенанту Лебедеву Василию Петровичу
присвоено звание Героя Советского Союза с вручением ордена Ленина и медали «Золотая Звезда».
Войну Лебедев В. П. закончил 3 мая 1945 года с выходом 75-й гвардейской стрелковой дивизии к реке Эльба южнее города Виттенберге (земля Бранденбург, севернее Берлина).
Демобилизован в 1946 году в звании старшего лейтенанта. Жил в городе Рыбинске, работал на Рыбинском моторном заводе (ныне НПО «Сатурн»).

## Награды
- Медаль «Золотая Звезда» № 5692 Героя Советского Союза (27 февраля 1945 года).
- Орден Ленина.
- Орден Отечественной войны 1-й степени.
- Орден Красной Звезды.
- Медали.